# Pseudodoliolina
Pseudodoliolina es un género de foraminífero bentónico de la subfamilia Pseudodoliolininae, de la familia Verbeekinidae, de la superfamilia Fusulinoidea, del suborden Fusulinina y del orden Fusulinida. Su especie tipo es Pseudodoliolina ozawai. Su rango cronoestratigráfico abarca desde el Artinskiense (Pérmico inferior) hasta el Tatariense (Pérmico superior).

## Discusión
Clasificaciones más recientes incluyen Pseudodoliolina en la superfamilia Neoschwagerinoidea, y en la subclase Fusulinana de la clase Fusulinata.

## Clasificación
Pseudodoliolina incluye a las siguientes especies:
- Pseudodoliolina chinghaiensis †
- Pseudodoliolina contracta †
- Pseudodoliolina cylindrica †
- Pseudodoliolina elongata †
  - Pseudodoliolina elongata ussurica †
- Pseudodoliolina gracilis †
- Pseudodoliolina gravitesta †
- Pseudodoliolina kanokuraensis †
- Pseudodoliolina minima †
- Pseudodoliolina oliviformis †
- Pseudodoliolina ozawai †
- Pseudodoliolina primigena †
- Pseudodoliolina pseudolepida †
  - Pseudodoliolina pseudolepida gravitesta †
- Pseudodoliolina pulchra †
- Pseudodoliolina saraburiensis †
- Pseudodoliolina subelliptica †
- Pseudodoliolina subtilis †
- Pseudodoliolina succincta †
- Pseudodoliolina tobensis †
- Pseudodoliolina yunnanensis †